# Erich Birkenhauer
Erich Birkenhauer (* 21. Januar 1903 in Essen; † 11. September 1941 in Orjol) war ein deutscher Journalist und Politiker der Kommunistischen Partei Deutschlands (KPD). Er war 1932/33 politischer Sekretär des KPD-Vorsitzenden Ernst Thälmann. 1937 wurde er unter anderem wegen Denunziationen Herbert Wehners im sowjetischen Exil im Moskauer Hotel Lux vom Volkskommissariat für Innere Angelegenheiten der UdSSR (NKWD) verhaftet und 1941 erschossen. 1958 wurde Birkenhauer postum rehabilitiert.

## Leben
Birkenhauer besuchte nach der Volksschule bis 1922 ein Lehrerseminar in Essen, welches er ohne Abschluss verließ. 1919 wurde er Mitglied der Freien Sozialistischen Jugend (FSJ) und 1924 Mitglied der KPD, wo bereits sein Bruder, Wilhelm Birkenhauer, aktiv war. Ende 1925 wurde Birkenhauer Leiter des Unterbezirks Essen des Kommunistischen Jugendverbandes Deutschlands (KJVD).
Anfang 1928 begann Birkenhauer ein Volontariat bei der Niederrheinischen Arbeiterzeitung in Duisburg und wurde Ende 1928 Politikredakteur. Von Oktober 1929 bis Oktober 1930 saß er wegen „literarischen Hochverrats“ im Zuchthaus Gollnow und im Gefängnis Bielefeld. Nach seiner Haftentlassung wurde er im November 1930 Sekretär der Bezirksleitung Ruhrgebiet der KPD und ab März 1931, als Nachfolger von Albert Norden, Chefredakteur der Zeitung Ruhr-Echo.
Im Mai 1932 zog Birkenhauer nach Berlin. Hier gehörte er neben Werner Hirsch und Heinrich Meyer zu den engsten Mitarbeitern des KPD-Vorsitzenden Ernst Thälmann und unterstützte die Partei auch nach der Machtübernahme der Nationalsozialisten im Januar 1933 und dem Verbot kommunistischer Betätigung in der Illegalität. Nach einem Treffen mit Herbert Wehner und Sepp Schwab wurde Birkenhauer am 3. März 1933 verhaftet.
Birkenhauer saß bis zum 22. September 1933 im Polizeipräsidium Berlin, in Berlin-Plötzensee und im Konzentrationslager Sonnenburg ein. Er war als Zeuge zum Reichstagsbrandprozess geladen, erschien aber nicht. Birkenhauers Aussage in der Voruntersuchung belastete unbeabsichtigt Ernst Torgler.
Birkenhauer emigrierte im Oktober 1933 nach Frankreich, wo er in Paris bis Februar 1935 Sekretär bei der Exilleitung der KPD war. Er schloss sich Ende 1934 der Mehrheit des Politbüros unter Hermann Schubert und Fritz Schulte an. Vor dem VII. Weltkongress der Kommunistischen Internationale und der Brüsseler Konferenz der KPD 1935 erklärte Birkenhauer jedoch gegenüber Wilhelm Pieck seinen Bruch mit der „Sektierer-Clique“. Im Juli 1935 wurde Birkenhauer Sekretär des Internationalen Thälmann-Befreiungskomitees in Paris. 1936 fungierte er mutmaßlich – neben dem Hauptautor Maximilian Scheer – unter einem Decknamen als Co-Autor des Buches Das deutsche Volk klagt an, welches die Gesetzesbrüche, Morde, Hinrichtungen und Gleichschaltungsmaßnahmen des frühen NS-Regimes minutiös dokumentierte und vor den expansionistischen Tendenzen und kriegerischen Absichten Hitlers warnte. Das Buch erschien 1936 in deutscher Sprache, 1937 und 1938 auch in zwei französischen Auflagen.
Birkenhauer wurde im Juni 1937 zur Berichterstattung nach Moskau geladen, wurde dort aber im Zuge der sogenannten Deutschen Operation des NKWD im November 1937 verhaftet und am 21. Juli 1939 zu zwölf Jahren Lagerhaft verurteilt. Jahrzehnte später wurde bekannt, dass Herbert Wehner schwerwiegende Aussagen gegen Birkenhauer getätigt und diesen denunziert hatte, indem er „empfahl, solche ‚schlechten Elemente‘ ein für alle Mal ‚abzustoßen‘“.
Während der NKWD-Haft stellte Birkenhauer mehrfach Anträge auf Ausreise nach Deutschland. Bei erneuter Verhandlung am 8. September 1941 wurde Erich Birkenhauer vom Militärkollegium des Obersten Gerichts der UdSSR (MKOG) zum Tode verurteilt und in das Zentralgefängnis von Orjol gebracht. Am 11. September 1941 wurden vor dem Rückzug der Roten Armee auf Stalins Befehl 157 Gefangene, unter ihnen Birkenhauer, durch NKWD-Sondereinheiten in einem Wald bei Orjol erschossen.
1958 wurde Birkenhauer vom MKOG postum rehabilitiert.
Die Übersetzerin Anne Birkenhauer ist eine Großnichte Birkenhauers.